# Halver
Halver är en stad i den tyska delstaten Nordrhein-Westfalen, och har cirka 16 000 invånare. Halver är vänort med Katrineholm.